# FKラドニチュキ・スレムスカ・ミトロヴィツァ
フドバルスキ・クルブ・ラドニチュキ・スレムスカ・ミトロヴィツァ（セルビア語: Фудбалски клуб Раднички Сремска Митровица, セルビア・クロアチア語: Fudbalski klub Radnički Sremska Mitrovica）は、セルビアのヴォイヴォディナ・スレムスカ・ミトロヴィツァをホームタウンとするサッカークラブである。

## 歴史
1922年に創設された。
2019-20シーズンのセルビア・スルプスカ・リーガではヴォイヴォディナ地区10位だったものの、セルビア・スーペルリーガ昇格が決定したFKノヴィ・パザルの空席を埋めるためセルビア・プルヴァ・リーガに昇格することとなった。

## 歴代所属選手
- イブラヒム・ムスタファ 2021
- ステヴァン・コヴァチェヴィッチ 2022